# التاريخ العسكري لأستراليا خلال حرب البوير الثانية

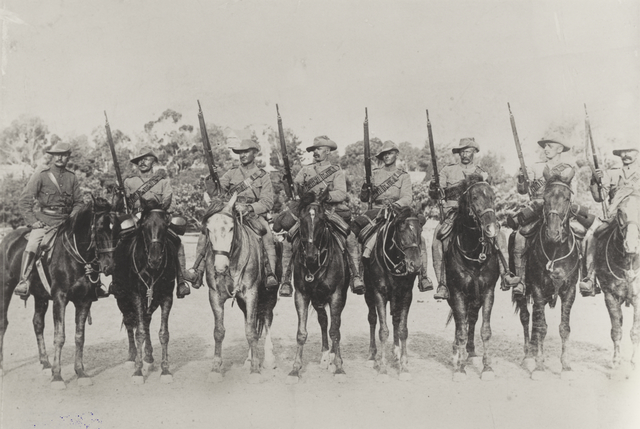
الجنود الاسترالين

يعتبر التاريخ العسكري لأستراليا خلال حرب البوير معقدًا، ويتضمن فترة اتحدت خلالها المستعمرات الأسترالية البريطانية الست المستقلة سابقًا لتصبح كومنولث أستراليا. وعند اندلاع حرب البوير الثانية، احتفظت كل من هذه المستعمرات المنفصلة بقواتها العسكرية المستقلة، ولكن بوقف الأعمال العدائية، أصبحت هذه الجيوش الستة تحت قيادة مركزية لتشكل الجيش الأسترالي.
مع نهاية القرن التاسع عشر، أدى الصراع المتصاعد بين الإمبراطورية البريطانية وجمهوريات البوير في جنوب إفريقيا إلى اندلاع حرب البوير الثانية، والتي استمرت من 11 أكتوبر عام 1899 حتى 31 مايو عام 1902. فما كان من حكومات المستعمرات البريطانية المتمتعة بالحكم الذاتي في كندا ونيوزيلندا وناتال ومستعمرة كيب والمستعمرات الأسترالية الست إلا أن قدمت الجنود للمشاركة في الصراع، ليظهروا دعمهم للإمبراطورية. كانت الفرق الأسترالية، التي يبلغ عددها أكثر من 16000 رجل، أكبر مساهمة من الإمبراطورية، وخدم 7000 رجل أسترالي مع وحدات استعمارية أو غير نظامية أخرى. وخدمت 60 امرأة أسترالية على الأقل في الصراع كممرضات.

## الخلفية
سيطرت بريطانيا العظمى لأول مرة على الرأس الجنوبي لأفريقيا خلال الحروب النابليونية. وبنت شركة الهند الشرقية الهولندية مستوطنة كيب الأولى في عام 1652، ما أدى إلى ضم جنوب إفريقيا إلى الإمبراطورية الهولندية. غزت فرنسا الثورية الجمهورية الهولندية واحتلتها في عام 1795، ثم أنشأت هناك دولة حليفة دمية تُعرف باسم الجمهورية الباتافية. فأصبحت جميع المستعمرات السابقة للجمهورية الهولندية تحت سيطرة الجمهورية الباتافية، التي كانت متحالفة مع فرنسا، عدو بريطانيا في الحروب الثورية الفرنسية.
هاجمت بريطانيا موقعًا استيطانيًا للجمهورية الباتافية في رأس الرجاء الصالح في معركة مويزنبرغ، وذلك لإدراكها للأهمية الاستراتيجية لكيب في السيطرة على البحار والوصول إلى الهند والشرق الأقصى. وقد أدى الانتصار البريطاني في المعركة إلى إنشاء مستعمرة كيب. على الرغم من أن الجمهورية الباتافية استعادتها لفترة وجيزة في عام 1803 بموجب معاهدة أميان، إلا أن استئناف الأعمال العدائية شهد سيطرة بريطانيا مرة أخرى على مستعمرة كيب في عام 1806 بعد معركة بلاوبيرغ. وقد أسست هذه المعركة حكمًا بريطانيًا دائمًا على رأس الرجاء الصالح.
هاجر الهولنديون الجنوب أفريقيون غير الراضين عن الحكم البريطاني، والمعروفين باسم البوير، إلى الشمال، وأسسوا جمهورية جنوب إفريقيا (جمهورية ترانسفال)، وناتال، وأورانج فري ستيت.  أثرت المصالح الإمبريالية والتجارية البريطانية بشكل متزايد على جمهوريات البوير، التي استاءت من التأثير البريطاني على شؤونها. ضُمت غالبية أراضي ناتال من قبل البريطانيين في عام 1843، وعلى الرغم من أن الحكومة البريطانية اعترفت رسميًا بجمهوريتي البوير المتبقيتين في خمسينيات القرن التاسع عشر، إلا أنها ضمت ترانسفال في عام 1877. وهذا ما أشعل حرب البوير الأولى. استمرت حرب البوير الأولى من 16 ديسمبر عام 1880 حتى 23 مارس عام 1881، وكانت الحرب مذلة للبريطانيين، الذين عانوا من خسارة فادحة في معركة ماجوبا هيل في 27 فبراير عام 1881، واضطروا إلى توقيع اتفاقية بريتوريا، التي منحت جمهورية جنوب إفريقيا الحكم الذاتي في ظل هيمنة اسمية بريطانية.
بعد ست سنوات في عام 1886، اكتُشف الذهب في الجمهورية، وأدى تدفق كبير للمنقبين البريطانيين (سماهم البوير بالايتلاندر «الأجانب») إلى مواجهة مع البوير. فما بدأ كمشكلة داخلية لجمهورية جنوب إفريقيا سرعان ما أصبح مشكلة دولية، إذ سعت بريطانيا إلى حماية مواطنيها، بل وتوسيع نطاق حقوقهم داخل جمهورية جنوب إفريقيا. وكانت بريطانيا غير راضية عن نتيجة حرب البوير الأولى، وترغب باستعادة نفوذها على ترانسفال.
تحت ذريعة التفاوض على حقوق الايتلاندر، سعت بريطانيا إلى السيطرة على صناعات تعدين الذهب والماس، وطالبت بسياسة الامتياز، والتي كانوا يعرفون أنها ستكون غير مقبولة للبوير. عندما فشلت المفاوضات في التوصل إلى نتيجة مقبولة، أصدر وزير الخارجية البريطاني جوزيف تشامبرلين إنذارًا نهائيًا لجمهورية جنوب إفريقيا. ثم أعطى الرئيس بول كروغر بريطانيا مهلة 48 ساعة لسحب قواتها من حدوده، لأنه أدرك أن الحرب كانت حتمية. وحين لم تمتثل بريطانيا لذلك، أعلنت جمهورية جنوب إفريقيا، جنبًا إلى جنب مع حلفائها، ترانسفال وأورانج فري ستيت الحرب على بريطانيا وشرعت بشن ضربات وقائية على الأراضي التي تسيطر عليها بريطانيا.

## اندلاع الأعمال العدائية
تشكلت قوة البوير المكونة من مزارعين متطوعين في الغالب كجنود مشاة مسلحين ببنادق ماوزر طراز 1895 الألمانية الصنع. وتفوق هذا السلاح على بنادق البريطانيين لي-ميتفورد ولي-إينفيلد مارك 1، ما دفعهم إلى تطوير طراز 1913 إينفيلد، ورفع مستوى لي إينفيلد إلى إس إم إل إي مارك 3، والتي أصبحت البندقية الشائعة لمعظم جيوش الإمبراطورية البريطانية في الحرب العالمية الأولى. وشكلت فرق المشاة المتنقلة أساس كوماندوس البوير، والتي كانت الوحدة التنظيمية الأساسية للبوير.
عند اندلاع الأعمال العدائية، لم تكن البندقية المتفوقة هي الميزة الوحيدة التي يمتلكها البوير فحسب. كانت معظم القوات البريطانية في جنوب إفريقيا من المشاة، بينما كان معظم البوير فرسانًا ماهرين، استخدموا قدرتهم الحركية الفائقة لتحقيق التفوق. وأدركوا أن الاستمرار بمعارك ثابتة مع البريطانيين ستجعل الأخيرين يستفيدون من أعدادهم المتفوقة، ما سيؤدي إلى هزيمة سريعة، لذا تبنى البوير تكتيكات المراوغة وحرب العصابات، وقنص المقاتلين، وتعطيل خطوط الإمداد.
ضرب البوير لأول مرة في معركة كرايبان في 12 أكتوبر عام 1899. في وقت متأخر من الليل، انطلق 800 من الكوماندوس جنوبًا إلى مستعمرة كيب، وهاجموا الحامية البريطانية في كرايبان وقطعوا خطوط السكك الحديدية والتلغراف. على الرغم من أن البريطانيين صدوا تقدمهم في معركة تالانا هيل، ومعركة إيلاندسلاغتي، استمر البوير بالتقدم جنوبًا، وحاصروا مستوطنة ليديسميث البريطانية وتقدموا في ماهيكينغ وكيمبرلي.
عندما أحكم البوير الحصار حول ليديسميث، حاول قائد الحامية البريطانية هناك، السير جورج ستيوارت وايت، القيام بطلعة جوية بسلاح الفرسان ضد مواقع البوير، لكن الهجوم كان كارثيًا، وتبع ذلك حالة من الحصار على الجانبين الذين حاولا تعزيز مواقعهما.